# Epirrhoe callima
Epirrhoe callima là một loài bướm đêm trong họ Geometridae.